# Antracytowy strajk
Antracytowy strajk – protest zorganizowany przez United Mine Workesr of America w maju 1902.

## Opis
Pracę przerwali górnicy w kopalniach wschodniej Pensylwanii. Organizatorem działań był John Mitchell, przewodniczący Związku. Strajkujący domagali się podwyżki płac, krótszego czasu pracy oraz uznania istnienia związku. Brak dialogu ze strony pracodawców spowodował, że w spór zaangażowane zostały władze federalne. Prezydent Theodore Roosevelt wskazał komisję, która doprowadziła do zakończenia protestu, a w marcu 1903 przyznała strajkującym 10% podwyżkę, nie uznając związku.